# MATERIAL WORLD
MATERIAL WORLD（マテリアル・ワールド）はSoweluの19枚目のシングルである。

## 概要
- デフスターレコーズでリリースした最後のシングルで、ベストアルバム『Sowelu THE BEST 2002-2009』の先行シングル。
- プロデューサーはm-floの☆Taku Takahashiで約4年ぶりの競演である。作詞作曲にm-floファミリーの日之内エミが担当している。
- 今までリリースした曲の中では唯一のダンス・エレクトロ風の曲である。
- カップリング曲「Time After Time」には、2008年7月23日に発売されたシンディー・ローパーのトリビュートアルバム『We Love Cyndi -Tribute To Cyndi Lauper-』に収録されたカバーソング。HOME MADE 家族のKUROを迎えた。
- オリコン週間シングルチャートでトップ100入りを逃した。リカットシングルの「Do You Remember That?」を除く新曲シングルとしては初めてである。

## 収録曲
1. MATERIAL WORLD
  - 作詞：日之内エミ／作曲：日之内エミ、☆Taku Takahashi／編曲：☆Taku Takahashi、縄田寿志
  - 東京テアトル配給映画『罪とか罰とか』主題歌
2. Time After Time
  - 作詞・作曲：Cyndi Lauper、Rob Hyman／編曲：今井了介
3. MATERIAL WORLD -WTF EDIT-
4. MATERIAL WORLD -instrumental-

### 収録アルバム
| 曲名            | アルバム                      | 発売日        |
| --------------- | ----------------------------- | ------------- |
| MATERIAL WORLD  | 『Sowelu THE BEST 2002-2009』 | 2009年3月18日 |
| Time After Time | 『Sowelu THE BEST 2002-2009』 | 2009年3月18日 |